# Granziner See
Der Granziner See ist ein See im Gemeindegebiet Kratzeburg des Landkreises Mecklenburgische Seenplatte in Mecklenburg-Vorpommern. 

## Geographie
Der See liegt im Müritz-Nationalpark. Er hat eine langgestreckte Form mit zwei, durch eine schmale Halbinsel getrennten Becken. Er ist 1800 Meter lang und bis zu 400 Meter breit. Das Nordbecken des Sees liegt in einem größeren Waldgebiet. Das Südbecken ist fast komplett unbewaldet und wird von der Havel durchflossen. Am Südbecken liegt auch der namensgebende Ort Granzin. Die Anhöhen in der Nähe des steilen Südufers links und rechts des Havelabflusses erreichen Höhen von bis zu 84 m ü. NHN.
Etwa zwischen dem Granziner See und dem Pagelsee ist die Havel ein in eine schmale Rinne gezwängter Bach. Sie darf ab dem, nach dem Granziner See unmittelbar folgenden Schulzensee nicht befahren werden. Die Boote können auf eine östlich des Baches zwischen dem Schulzen- und dem Pagelsee verlaufende Lorenbahn verladen werden.
Der Granziner See ist ein glazialer Rinnensee und entstand während der letzten Eiszeit, der Weichsel-Kaltzeit,  aus einer ehemaligen Schmelzwasserrinne, die sich nach dem Rückgang des Eises dauerhaft mit Wasser füllte. 